# Ceratinopsis
Ceratinopsis är ett släkte av spindlar. Ceratinopsis ingår i familjen täckvävarspindlar.

## Dottertaxa tillCeratinopsis, i alfabetisk ordning[1]
- Ceratinopsis acripes
- Ceratinopsis africana
- Ceratinopsis atolma
- Ceratinopsis auriculata
- Ceratinopsis benoiti
- Ceratinopsis bicolor
- Ceratinopsis blesti
- Ceratinopsis bona
- Ceratinopsis crosbyi
- Ceratinopsis delicata
- Ceratinopsis dippenaari
- Ceratinopsis disparata
- Ceratinopsis fako
- Ceratinopsis georgiana
- Ceratinopsis gosibia
- Ceratinopsis guerrerensis
- Ceratinopsis holmi
- Ceratinopsis idanrensis
- Ceratinopsis infuscata
- Ceratinopsis interpres
- Ceratinopsis interventa
- Ceratinopsis labradorensis
- Ceratinopsis laticeps
- Ceratinopsis locketi
- Ceratinopsis machadoi
- Ceratinopsis mbamensis
- Ceratinopsis monticola
- Ceratinopsis munda
- Ceratinopsis nigriceps
- Ceratinopsis nigripalpis
- Ceratinopsis nitida
- Ceratinopsis oregonicola
- Ceratinopsis orientalis
- Ceratinopsis palomara
- Ceratinopsis raboeli
- Ceratinopsis rosea
- Ceratinopsis ruberrima
- Ceratinopsis secuta
- Ceratinopsis setoensis
- Ceratinopsis sinuata
- Ceratinopsis sutoris
- Ceratinopsis swanea
- Ceratinopsis sylvania
- Ceratinopsis watsinga
- Ceratinopsis xanthippe
- Ceratinopsis yola